# Tidsskrift for Islamforskning
Tidsskrift for Islamforskning er et dansk- og engelsk-sproget akademisk tidsskrift der udgiver artikler om islam med fokus på skandinavisk islamforskning. Tidsskriftet udgives af Forum for Islamforskning (FIFO) og udkommer 1-2 gange årligt.
Det første nummer udkom i 2006.
Dets artikler er tilgængelige online fra https://tifoislam.dk.
Ansvarshavende redaktør er Garbi Schmidt.
Blandt forskere der har udgivet i Tidsskrift for Islamforskning, er Brian Arly Jacobsen,
Jakob Skovgaard-Petersen, Thomas Hoffmann og Patricia Crone.